# 米罗斯拉夫·米哈莱克
米罗斯拉夫·米哈莱克（1965年6月30日—），生于兹沃伦，斯洛伐克男子冰球运动员。他曾代表斯洛伐克国家队参加1994年冬季奥林匹克运动会冰球比赛，获得第6名。